# Zacatecoluca
Zacatecoluca – miasto w południowym Salwadorze, położone na wysokości 210 m n.p.m. u stóp wulkanu San Vicente. Ludność (2007): 42,1 tys. (miasto), 65,8 tys. (gmina). Ośrodek administracyjny departamentu La Paz.
Miasto stanowi ważny ośrodek przemysłowy i handlowy dla rolniczego zaplecza (kawa, trzcina cukrowa, tytoń). W mieście rozwinął się przemysł spożywczy, tytoniowy oraz włókienniczy.
Z zabytków miasta na uwagę zasługuje katedra Catedral Santa Lucía oraz pomnik księdza José Simeona Cañasa, któremu w 1824 udało się znieść niewolnictwo w Ameryce Środkowej.
21 maja 1932 miasto zostało poważnie zniszczone przez trzęsieniu ziemi o sile 7,1 w skali Richtera. 13 października 1998 poważne straty przyniósł huragan Mitch.